# Brain rot

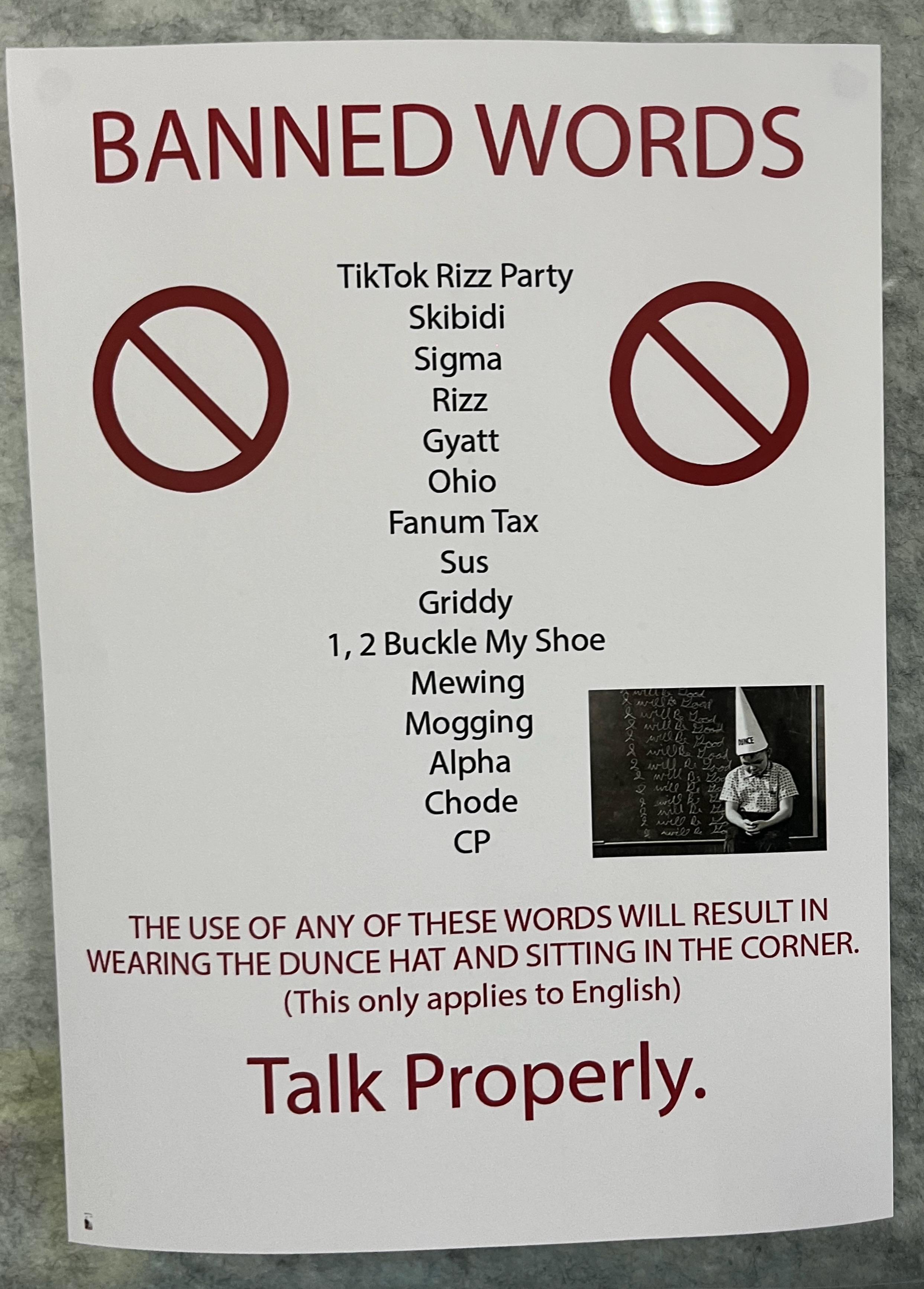
Cedule v australské škole nabádající studenty, aby nepoužívali slova, která jsou považována za brain rot

Brain rot ([ˈbreɪnˌrɒt]) (česky hniloba mozku) je anglický termín, který označuje předpokládané zhoršení duševního nebo intelektuálního stavu člověka, především jako důsledek nadměrného přijímání triviálních nenáročných informací. Vyjadřuje zejména obavy z přehnaného sledování on–line obsahu nízké kvality na sociálních sítích.
Brain rot se často spojuje s nadměrným užíváním digitálních médií, zejména krátkých forem zábavy (např. TikTok), což může mít vliv na kognitivní zdraví. Termín se poprvé objevil v online komunitách generace Alfa a generace Z, ale postupně se rozšířil i do mainstreamové kultury.
V roce 2024 bylo slovo brain rot oxfordským slovem roku.

## Původ a použití
Výraz brain rot má své kořeny dlouho před vznikem internetu. Poprvé byl zaznamenán v roce 1854, kdy jej použil americký filozof a spisovatel Henry David Thoreau ve své knize Walden aneb Život v lesích. Thoreau v textu kritizoval tendenci znehodnocovat složité myšlenky a popisoval ji jako součást úpadku duševního a intelektuálního úsilí. Ve své kritice napsal: „Zatímco se Anglie snaží vyléčit hnilobu brambor, nepokusí se někdo vyléčit hnilobu mozku, která převládá v mnohem větší míře a je fatálnější?“ Tento výrok reflektuje obavy ze ztráty intelektuální hloubky, které lze nalézt i v moderním užití termínu, zejména v souvislosti s internetovou kulturou a konzumací online obsahu.
V roce 2007 jej uživatelé Twitteru (dnešní X) využívali k popisu aktivit, jako jsou seznamovací hry, videohry nebo „vysedávání na internetu“. Používání tohoto výrazu na internetu postupně narůstalo a v roce 2010 zaznamenalo znatelný nárůst popularity. Výraz se však stal prudce populárním až v roce 2023, kdy se proměnil v internetový mem.
V roce 2024 je termín nejčastěji spojován s digitálními návyky generace Alfa a krátkými videi na sociálních sítích TikTok, Instagram. Kritici upozorňují, že tato generace je „nadměrně ponořena do online kultury“. Výraz se běžně používá k popisu slovní zásoby jedinců, která se skládá téměř výhradně z internetových odkazů a memů. Mezi lety 2023 a 2024 vzrostlo užívání tohoto termínu o 230 %.

## Příklady brainrotu
- 2023 – Skibidi Toilet
- 2025 – italský brainrot – např. Tralalero Tralala, Bombardillo Crocodillo, Tung Tung Tung Sahur, Boneca Ambalabu, Brr Brr Patapim a Ballerina Capuccina.